# Robin Cook (écrivain américain)
Pour les articles homonymes, voir Robin Cook et Cook.
Robin Cook, né le 4 mai 1940 à New York, est un écrivain américain, auteur de nombreux thrillers se déroulant dans le milieu médical.

## Biographie
Robin Cook est diplômé de l'université Wesleyenne et du Columbia University College of Physicians and Surgeons (en). Il est chirurgien en ophtalmologie. Il a débuté l'écriture pendant la guerre du Vietnam, il était à bord d'un sous-marin, il s'ennuyait et c'est ainsi qu'il a rédigé son premier roman Year of the intern (ce roman est inédit en France).
Ses romans s'inspirent de son expérience médicale, les rendant très réalistes.
En 2009, il a rencontré Patrick Bauwen, un autre médecin devenu écrivain. Ce dernier exerce toujours, il dirige un service d'urgences en région parisienne.

### Thrillers
| Année | Titre original     | Année | Titre en français         | Édition originale française | ISBN (fr)                |
| ----- | ------------------ | ----- | ------------------------- | --------------------------- | ------------------------ |
| 1972  | Year of the Intern | -     | -                         | Signet                      | (ISBN 0451165551)(en)    |
| 1977  | Coma               | 1978  | Morts suspectes           | Belfond                     | (ISBN 2-7144-1164-9)     |
| 1979  | Sphinx             | 1992  | Sphinx                    | Éditions de Trévise         | (ISBN 2-7112-0571-1)     |
| 1981  | Brain              | 1983  | Vertiges                  | Mazarine                    | (ISBN 2-86374-087-3)     |
| 1982  | Fever              | 1983  | Fièvre                    | Mazarine                    | (ISBN 2-86374-107-1)     |
| 1983  | Godplayer          | 1984  | Syncopes                  | Mazarine                    | (ISBN 2-86374-149-7)     |
| 1985  | Mindbend           | 1985  | Manipulations             | S. Messinger                | (ISBN 2-86583-052-7)     |
| 1987  | Outbreak           | 1987  | Virus                     | S. Messinger                | (ISBN 2-253-04714-7)     |
| 1988  | Mortal Fear        | 1988  | Danger mortel             | S. Messinger                | (ISBN 2-86583-104-3)     |
| 1989  | Mutation           | 1989  | Mutation                  | S. Messinger                | (ISBN 2-86583-134-5)     |
| 1990  | Harmful Intent     | 1992  | Avec intention de nuire   | Albin Michel                | (ISBN 2-226-05655-6)     |
| 1991  | Vital Signs        | 1992  | Naissances sur ordonnance | Albin Michel                | (ISBN 2-226-05966-0)     |
| 1993  | Fatal cure         | 1995  | Cure fatale               | Albin Michel                | (ISBN 978-2-226-07922-0) |
| 1993  | Terminale          | 1994  | Phase terminale           | Albin Michel                | (ISBN 978-2-226-06889-7) |
| 1994  | Acceptable Risk    | 1996  | Risque mortel             | Albin Michel                | (ISBN 978-2-226-08772-0) |
| 1997  | Invasion           | 1998  | Invasion                  | Albin Michel                | (ISBN 2-226-10518-2)     |
| 1998  | Toxine             | 1999  | Toxine                    | Albin Michel                | (ISBN 2-226-10915-3)     |
| 2000  | Abduction          | 2003  | Rapt                      | Albin Michel                | (ISBN 2253113875)        |
| 2001  | Shock              | 2002  | Choc                      | Albin Michel                | (ISBN 2226134018)        |
| 2003  | Seizure            | 2005  | Crises                    | Albin Michel                | (ISBN 978-2-226-15402-6) |
| 2011  | Death Benefit      | 2012  | Assurance Vie             | Albin Michel                | (ISBN 978-2-226-24148-1) |
| 2013  | Nano               | 2013  | Nano                      | Albin Michel                | (ISBN 978-2-226-24837-4) |
| 2014  | Cell               | 2014  | Prescription mortelle     | Albin Michel                | (ISBN 978-2-226-31147-4) |
| 2015  | Host               | 2017  | Cobayes                   | Albin Michel                | (ISBN 978-2-226-32401-6) |
| 2017  | Charlatans         | 2018  | Charlatans                | Albin Michel                | (ISBN 978-2-226-40319-3) |
| 2021  | Viral              |       |                           |                             |                          |
| 2024  | Bellevue           |       |                           |                             |                          |

### Série avec Laurie Montgomery et Jack Stapleton
Laurie Montgomery et Jack Stapleton sont deux médecins légistes  travaillant à l'Institut Médico-Légal de New York. Menant leurs enquêtes en commun, leur relation va évoluer au fil des romans ; d'abord collègues, puis amants et enfin mariés. Le docteur Laurie Montgomery apparaît pour la première fois dans Vengeance aveugle (1992), le docteur Jack Stapleton  dans Contagion (1995).
Le couple Montgomery-Stapleton fait une petite apparition dans un autre roman de Robin Cook, Assurance Vie.
| Année | Titre original  | Année | Titre en français   | Éditions     | ISBN (fr)                |
| ----- | --------------- | ----- | ------------------- | ------------ | ------------------------ |
| 1992  | Blind Sight     | 1993  | Vengeance aveugle   | Albin Michel | (ISBN 2-286-04921-1)     |
| 1995  | Contagion       | 1997  | Contagion           | Albin Michel | (ISBN 2-226-09372-9)     |
| 1997  | Chromosome 6    | 2000  | Chromosome 6        | Albin Michel | (ISBN 978-2226116093)    |
| 1999  | Vector          | 2001  | Vector              | Albin Michel | (ISBN 2-226-12668-6)     |
| 2005  | Marker          | 2006  | Facteur risque      | Albin Michel | (ISBN 222617219X)        |
| 2006  | Crisis          | 2007  | Erreur Fatale       | Albin Michel | (ISBN 978-2226180933)    |
| 2008  | Critical        | 2008  | État critique       | Albin Michel | (ISBN 978-2226188496)    |
| 2008  | Foreign Body    | 2009  | Morts accidentelles | Albin Michel | (ISBN 978-2226192462)    |
| 2009  | Intervention    | 2010  | Intervention        | Albin Michel | (ISBN 2226215077)        |
| 2010  | Cure            | 2011  | Rémission           | Albin Michel | (ISBN 978-2-226-22146-9) |
| 2018  | Pandemic        | 2019  | Pandémie            | Albin Michel | (ISBN 978-2-226-44818-7) |
| 2019  | Genesis         | 2020  | Origines            | Albin Michel | (ISBN 978-2-226-45320-4) |
| 2022  | Night Shift     |       |                     |              |                          |
| 2023  | Manner of Death |       |                     |              |                          |

## Adaptations cinématographiques
Un certain nombre de ses romans ont été adaptés pour le théâtre, le cinéma  ou pour la télévision : 
- 1978 : Morts suspectes d'après le roman Coma  - film réalisé par Michael Crichton avec Geneviève Bujold et Michael Douglas présentation ici.
- 1981 : Sphinx - film réalisé par  Franklin J. Schaffner avec Lesley-Anne Down et Frank Langella fiche du film.
- 1994 : Mortal Fear -  film réalisé par Larry Shaw  avec Joanna Kerns et Gregory Harrison fiche du film.
- 1993 : Avec intention de nuire -  film réalisé par John Patterson  avec Tim Matheson et Emma Samms fiche du film.
- 1995 : Formula for Death (ou Virus) - film réalisé par Armand Mastroianni avec Nicollette Sheridan, William Devane fiche du film.
- 1996 : Phase terminale d'après le roman Terminal - film réalisé par Larry Elikann avec Nia Peeples et Doug Savant fiche du film..
- 1997 : Invasion - film réalisé par Armand Mastroianni avec Kim Cattrall et Luke Perry fiche du film..
- 2001 : Acceptable Risk - film réalisé par William A. Graham avec Chad Lowe et Kelly Rutherford fiche du film.
- 2006 : La cave de la Sorcière d'après le roman Risque Mortel - adaptation amateur en pièce de théâtre en français, écrite et mise en scène par Stéphane Girardot. Jouée régulièrement depuis par une troupe d'adolescents[6].